# Ca n'Arch
Ca n'Arch és una obra historicista de Mataró (Maresme) inclosa a l'Inventari del Patrimoni Arquitectònic de Catalunya.

## Descripció
Casal de tres cossos als quatre vents de planta baixa i dues plantes pis. L'accés s'efectua per una escala des del carrer a través d'un pati. A la planta baixa hi ha un porxo amb columnes i arcs escarsers i al primer pis una galeria coberta amb balcons amb balustre i arcs conopials. Al segon pis hi ha un terrat amb una barana de balustres i l'edificació reculada ornamentada per una cresteria.